# ホステス探偵危機一髪
『ホステス探偵危機一髪』（ホステスたんていききいっぱつ）は、1999年から2004年までTBSテレビ系で放送されたテレビドラマシリーズ。全6回。主演は水野真紀。
放送枠は「月曜ドラマスペシャル」（第1作 - 第2作）、「月曜ミステリー劇場」（第3作 - 第6作）。
第2作までは『痛快ミステリー!ホステス探偵危機一髪!!』とのタイトルで放送。

## キャスト

### クラブ「ダイヤモンド」
植原環
演 - 水野真紀
銀座のクラブ「ダイヤモンド」の人気ホステス。元社長秘書だが、結婚詐欺に遭い、巨額の借金を背負ってしまったという不運の持ち主。
黒崎（澤田）美和
演 - 柴田理恵
環の同僚ホステス。夫の黒崎を亡くし二人の息子を育てていたが、第6作で再婚し澤田姓となった。
山城由紀
演 - 梅宮アンナ
環の同僚ホステス。大学生のアルバイト。第4作で妊娠、第5作で出産し、シングルマザーとなる。
三田村奈津子
演 - かとうかずこ
ママ。

### 警視庁築地東警察署
遠山俊平
演 - 杉本哲太（第1作 - 第4作）
刑事。環に思いをよせていたが、第4作で犯人に刺され殉職した。
立花
演 - 阿南健治（第5作）、菊池均也（第6作）
刑事。
藤沢裕司
演 - 神田正輝（第1作 - 第3作・第5作・第6作）
刑事。階級は警部補。

### 美和の家族
黒崎（澤田）誠
演 - 山内翼（第1作）、鈴木隼人（第2作・第3作）、小池城太朗（第5作）、谷野欧太（第6作）
美和の息子。
黒崎（澤田）豊
演 - 小池城太朗（第2作・第3作）、宮谷恵多（第5作）、小関裕太（第6作）
美和の息子。
澤田吾郎
演 - 三上市朗（第5作・第6作）
美和の夫。酒屋の若旦那。

### ゲスト
第1作「間違いだらけの連続殺人！殺しのターゲットは一体誰!? 銀座ホステス3人組が仕掛けた危険なワナとは」（1999年）
- 朝丘清（朝丘ハウジングアート 社長・美和の得意客） - 高橋克実
- 朝丘彩子（朝丘の妻） - 星遙子
- 立花沙織（クラブ「ホワイトホース」ホステス） - 中込佐知子
- 佐々木夕子（クラブ「ダイヤモンド」ホステス） - 伊藤留奈
- 中原健作 - 河野洋一郎
- タクシードライバー - 飯田基祐
- 安達俊之（社長） - 渡辺いっけい
- 本間拓郎（新しい店の支配人） - 古田新太
- 大葉建設 専務 - 鶴田忍
- 小野田耕介（弁護士・環の得意客） - 羽場裕一

第2作「豪華客船から死のダイブ…目撃した子供の命危うし！秘密を握る銀座ホステス3人組の危険な大追跡」（2000年）
- 本城あゆみ（北沢の婚約者） - 粟田麗
- 北沢浩一（堀口総合病院 外科医） - 津田寛治
- 杉浦徹（堀口総合病院 外科医・北沢の同僚） - 遠山俊也
- 柏木俊彦（フリーライター・堀口総合病院 元医師） - 寺脇康文
- 堀口慎太郎（堀口総合病院 院長・理事長） - 浜田晃
- 黒崎昭子（美和の亡夫の母） - 北林早苗
- 堀口美沙子（堀口の妻） - 秋篠美帆
- 黒崎吾郎（美和の亡夫の父・北九州県会議員） - 石田太郎

第3作「No.1ホステスが殺人証拠と共に消えた…拉致監禁したのは誰？死刑執行直前！冤罪事件の真犯人が笑う…」（2001年）
- 篠田万里子（クラブ「ダイアモンド」新人ホステス） - 西村知美
- 高杉慎吾（商社マン・環の常連客） - 神保悟志
- 倉田仁（検事） - 加藤茶
- 山下徹（万里子の恋人） - 酒井敏也
- 田中（専務・由紀の客） - 佐藤正宏
- 由紀の客 - 深沢敦
- 岡崎（死刑囚） - 横田大明

第4作「銀座高級クラブでママさん連続殺人！次はお前だ…写真が獲物を告知！謎を解く鍵はダイヤモンドの時計」（2002年）
- 長山昭夫（輸入雑貨店経営者） - ベンガル
- 沢田加代子（クラブ「ヴィーナス」ママ） - 加納みゆき
- 下村隆志（カラオケリース会社の営業マン） - 勝村政信
- 立花菜緒（クラブ「ダイアモンド」新人ホステス） - はしのえみ
- 藤田雄一（奈津子の腕時計を拾った男） - 小林正寛
- 石川吾郎（クラブ「ダイアモンド」常連客） - 井上順
- 署長 - 春海四方
- マサシ（クラブ「ダイアモンド」従業員） - 松永大司
- 刑事 - 尾崎右宗
- ユカリ（クラブ「ダイアモンド」ホステス） - 友田安紀
- 真由美（クラブ「ダイアモンド」新人ホステス） - 柴田かよこ
- 岩下洋子（クラブママ） - 斉藤林子
- クラブ「ダイアモンド」常連客 - 三遊亭右紋
- 松本（クラブ「ダイアモンド」の客） - 松本公成
- 鈴木（洋子の客） - 宇納佑
- 小池（クラブ「ダイアモンド」の客） - 佐渡稔
- クラブ「ダイアモンド」の客 - 小野了
- 酒屋の店員 - 田中優輔
- レポーター - 里見まや
- 散歩中の男性 - NC赤英
- 久保田健太郎（警視庁刑事） - 石丸謙二郎
- 植原孝蔵（環の父） - 小野武彦

第5作「殺人現場の似顔絵男が逃走！連続放火と脅迫状の指紋の接点は？女の嫉妬が死を招く」（2003年）
- 田島ルミ子（経営コンサルタント） - 清水ミチコ
- 夏目健太郎（イタリア料理店のオーナーシェフ） - 細川茂樹
- 森村千春（ホステス・環の元同僚） - 井上晴美
- 相川絵里（保育園の保母） - 緒沢凛
- 長谷川進（作業員） - 諏訪太朗
- 田辺弘之 - 伊藤正之
- 三浦亘（弁護士） - 津村鷹志
- 長谷川優子（長谷川の娘） - 吉村涼
- 殿山（保育園園長） - 田中要次
- 客 - 梅垣義明、見栄晴
- 森村隆二（千春の夫） - 小鈴まさ記
- 長谷川の同僚 - 光宣

第6作「銀座の高層マンション建設反対殺人事件 死体の横に落ちた鍵…通り魔のゴリラ男だけが知っている警察も騙された盲点」（2004年）
- 葉山晃（小泉の助手） - 関口知宏
- 板東隆夫（タクシードライバー） - 平泉成
- 澤田和代（吾郎の母） - 正司照枝
- 角倉冴子（中学校教師・誠の担任） - 山村美智
- 小泉忠志（建築デザイナー） - 升毅
- 中尾和彦（中尾セントラル不動産 社長） - 草見潤平
- 大島さゆり（生活安全課 刑事） - 楠見薫
- タクシードライバー - 芝崎昇

## スタッフ
- 脚本 - 江頭美智留
- 監督 - 五木田亮一（1・2・4 - 6）、池添博（3）
- プロデューサー - 西口典子
- 製作 - ドリマックス・テレビジョン、TBS

## 放送日程
| 話数 | 放送日         | サブタイトル                                                                                               | 脚本       | 監督       |
| ---- | -------------- | --- | ---------- | ---------- |
| 1    | 1999年06月14日 | 間違いだらけの連続殺人！殺しのターゲットは一体誰!? 銀座ホステス3人組が仕掛けた危険なワナとは               | 江頭美智留 | 五木田亮一 |
| 2    | 2000年05月08日 | 豪華客船から死のダイブ…目撃した子供の命危うし！ 秘密を握る銀座ホステス3人組の危険な大追跡                  | 江頭美智留 | 五木田亮一 |
| 3    | 2001年06月25日 | No.1ホステスが殺人証拠と共に消えた…拉致監禁したのは誰？ 死刑執行直前!冤罪事件の真犯人が笑う…               | 江頭美智留 | 池添博     |
| 4    | 2002年03月11日 | 銀座高級クラブでママさん連続殺人！ 次はお前だ…写真が獲物を告知！謎を解く鍵はダイヤモンドの時計             | 江頭美智留 | 五木田亮一 |
| 5    | 2003年10月06日 | 殺人現場の似顔絵男が逃走！連続放火と脅迫状の指紋の接点は？女の嫉妬が死を招く                               | 江頭美智留 | 五木田亮一 |
| 6    | 2004年05月31日 | 銀座の高層マンション建設反対殺人事件 死体の横に落ちた鍵…通り魔のゴリラ男だけが知っている警察も騙された盲点 | 江頭美智留 | 五木田亮一 |